# Печериця садова
Печериця садова, печериця двоспорова (Agaricus bisporus (J. Lange) Pil., Agaricus hortensis (Cke) Pil.) — їстівний базидіомікотовий гриб з родини печерицевих — Agaricaceae. Культивується в більш ніж 70 країнах і є одним з грибів, що найчастіше і широко споживають у світі.

## Опис
Шапка 4,5-8 см у діаметрі, товстощільном'ясиста, бурувато- або сірувато-коричнювато, горіхова, часто з червонуватим відтінком, притисненолуската, рідше гладенька, при підсиханні бурувата, коричнева. Ніжка дорівнює діаметру шапки або довша від нього, до основи потовщена або з бульбою. Кільце вузьке, біле, потім червонувато-сірувато-коричнювате, нестійке, зникає. Спори 4,5-6(7) Х 3,5-4,5 або 6-8,5(9) Х 4,6-6,8 мкм. М'якуш білий, щільний, при розрізуванні червоніє, у сухих плодових тіл м'якуш червонувато-бежевий.

## Поширення
Зустрічається по всій Україні у степах, на пасовищах, на садибах, у садах; у липні — листопаді. Штучно культивується на угноєному ґрунті.

## Використання
Їстівний гриб. Використовують свіжим, про запас сушать.

## Вирощування печериць у відкритому ґрунті
Печериці можна вирощувати у відкритому ґрунті, розводити на спеціальних грядах, по сторонам доріжок і між рослинами. Грядка для вирощування печериць робиться із несоломистого, неперепрівшого кінського гною, який засипається невеликим шаром перепрівшої дернової землі.
Висаджують печериці грибницею, яку отримують в спецорганізаціях. Посадка грибниці проводиться в ямки глубиною в 6-8 см, на відстані 15 см одна від іншої. Ямки наповнюються грибницею доверху.
Грибниця повинна сильно розростись. Для цього гряду накривають рогозом або матами. Через 15-20 днів накриття знімають і замінюють незначним шаром землі. Земля повинна бути вологою, але не настільки, щоб вона склеювалась, будучи затиснута в жменю.
Якщо грибниця якісна, збір грибних тіл може розпочатись через 40 днів після посадки. Грибні тіла знімають обережно, щоб не пошкодити грибницю.

## Генна модифікація
Американський вчений Їнонг Янг (англ. Yinong Yang) з Університету штату Пенсильванія за допомогою технологі CRISPR-Cas9 вніс зміни до ДНК печериці садової, що запобігає потемнінню плодових тіл при механічному ушкодженні.